# Las Villas (Salamanca)

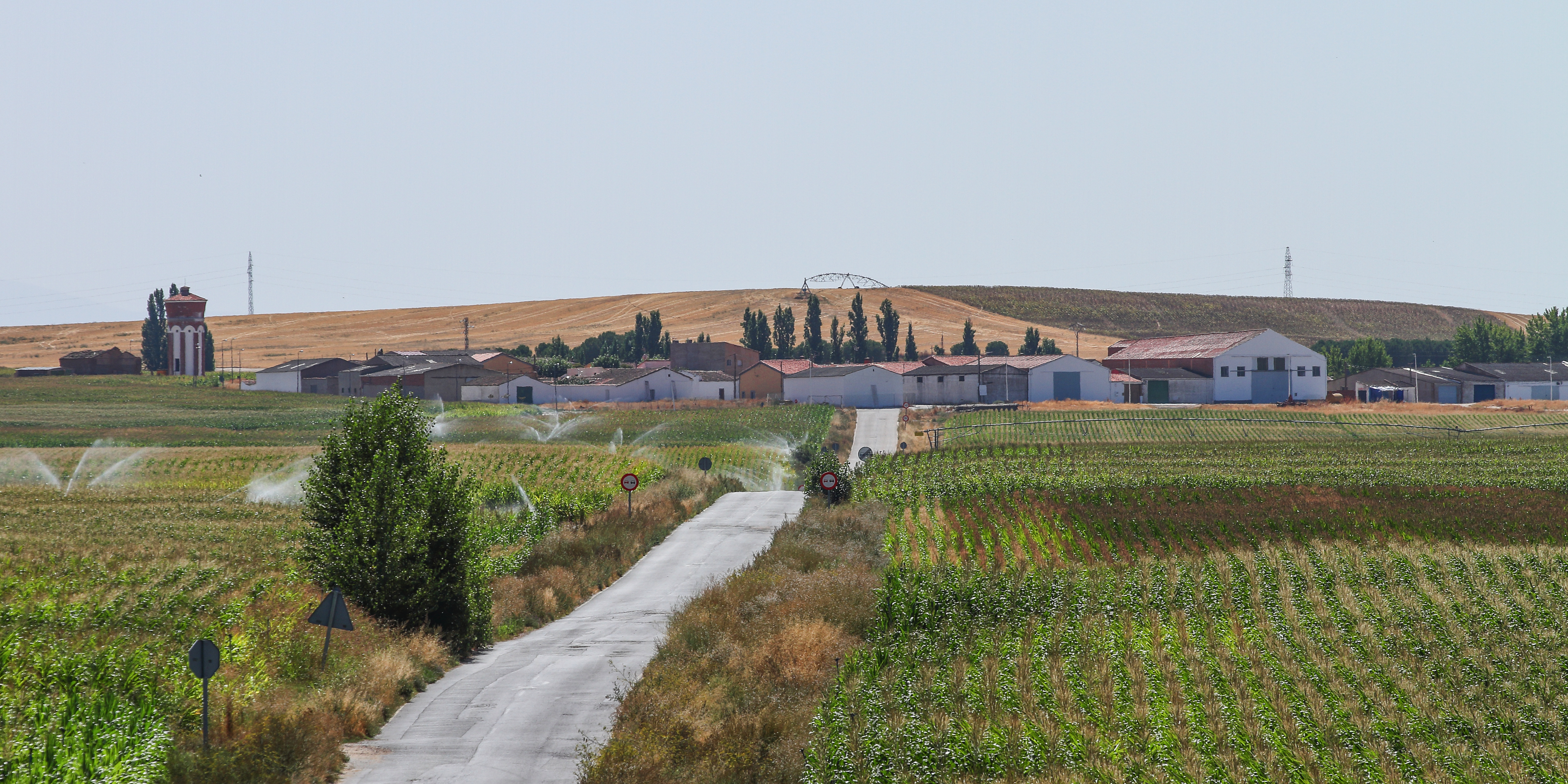
Regadios em Cordovilla.

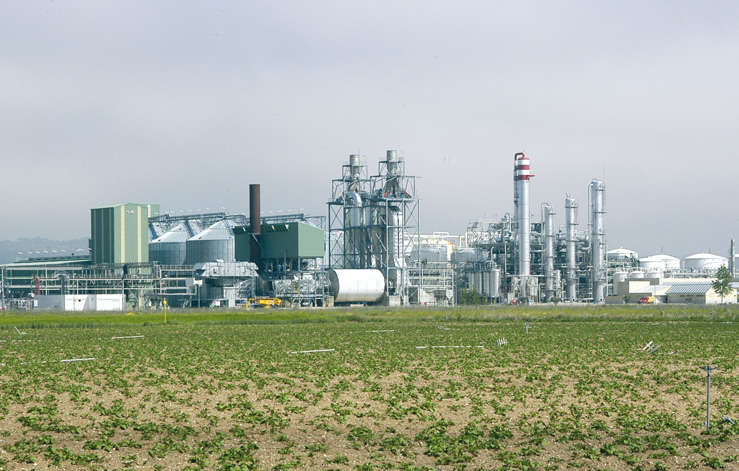
Instalação de etanol em Babilafuente.

Las Villas é uma comarca da província de Salamanca, na comunidade autónoma de Castela e Leão, Espanha. Os seus limites não se correspondem com uma divisão administrativa, mas com uma demarcação histórico-tradicional e agrária.

## Geografia
Las Villas situa-se a noroeste da província de Salamanca e ocupa uma superfície de 197,28 km².
A sua paisagem caracteriza-se pelos sempre verdes campos de regadio. Isto é possível graças ao rio Tormes e o Canal de Villoria.

### Demarcação
Compreende 11 concelhos: Aldealengua, Aldearrubia, Arabayona de Mógica, Babilafuente, Cordovilla, Encinas de Abajo, Huerta, Moríñigo, San Morales, Villoria e Villoruela. Considera-se à Villoria como o centro principal ou capital do território.